# Red River Valley (lied)
Red River Valley is een folk- en westernlied uit de negentiende eeuw, waarvan het onbekend is wie het geschreven heeft. Het lied is in de loop der jaren onder verschillende titels (zoals Cowboy Love Song, Bright Sherman Valley, Bright Laurel Valley, In the Bright Mohawk Valley en Bright Little Valley) uitgebracht. 
Bij de Nederlandse scouting is de melodie gebruikt voor Als de jungle zich hult in het duister.

## Oorsprong
Volgens de Canadese historicus Edith Fowke is er anekdotisch bewijs dat het lied voor 1896 in ten minste vijf Canadese provincies bekend was. Mede hierdoor wordt gespeculeerd dat het lied werd gecomponeerd ten tijde van de Wolseley-expeditie naar het dal van de Red River in Manitoba in 1870. De tekst van het lied gaat over het verdriet van een plaatselijke vrouw omdat haar minnaar een soldaat is die op het punt staat terug te keren naar het oosten.
De oudste bekende geschreven versie van de tekst bevat de aantekeningen "Nemaha 1879" en "Harlan 1885." Nemaha en Harlan zijn de namen van counties in Nebraska. In 1896 wordt de bladmuziek van het lied, nu getiteld In the Bright Mohawk Valley, gedrukt in New York. Hier wordt James J. Kerrigan als schrijver genoemd. Het lied en de tekst worden ook verzameld in Carl Sandburgs The American Songbag uit 1927.
De eerste bekende opname van het nummer dateert uit 1925, toen de Texaanse zingende cowboy Carl T. Sprague het opnam als Cowboy Love Song. Toen het vier jaar later door mede-Texaan Jules Verne Allen onder de naam Cowboy's Love Song werd opgenomen, werd het nummer bekender bij het publiek.
In 1927 namen Hugh Cross en Riley Puckett voor Columbia Records, onder de eigenlijke titel Red River Valley, een versie op. Deze versie was de allereerste commercieel verkrijgbare opname van dit nummer onder de meest bekende titel, en vormde de inspiratie voor veel van de opnames die volgden. 

## Red River Rock
In de jaren vijftig en zestig van de twintigste eeuw nam Al Hurricane een instrumentale versie op die als single werd uitgebracht door Warner Records. Deze versie was een stuk sneller dan eerdere versies. 
Het tempo van deze versie werd de basis voor de versie van Johnny and the Hurricanes die het nummer Red River Rock noemde. Deze versie combineerde  traditionele muziek uit New Mexico met synthesizers en elektronische muziek. 
De single van Johnny and the Hurricanes werd een wereldwijde hit in 1959. Hij behaalde de top 10 in Australië, België (zowel Vlaanderen als Wallonië), Canada, Ierland, Nederland, het VK, de VS en West-Duitsland.

### NPO Radio 2 Top 2000
| Nummer met noteringen in de NPO Radio 2 Top 2000 | '99  | '00  | '01 | '02 | '03  | '04  |
| ------------------------------------------------ | ---- | ---- | --- | --- | ---- | ---- |
| Red River Rock (Johnny and the Hurricanes)       | 1571 | 1856 | -   | 222 | 1362 | 1834 |

1. ↑  Een '-' betekent dat het nummer niet was genoteerd en een vetgedrukt getal geeft de hoogste notering aan.
2. ↑  Deze tabel is bijgewerkt tot en met de laatste editie (2024).

## Overige opnames
Het nummer is in de loop der jaren door tientallen artiesten opgenomen en uitgebracht, waaronder:
- 1924 Luther B. Clarke
- 1926 Kelly Harrell
- 1927 Hugh Cross en Riley Puckett
- 1928 Jimmie Rodgers
- 1944 Woody Guthrie
- 1946 Gene Autry
- 1947-1950 Bill Haley and the Four Aces of Western Swing
- 1948 Jo Stafford and the Starlighters
- 1955 Norman Luboff Choir
- 1956 Jimmy Wakely
- 1959 Bing Crosby
- 1959 Johnny and the Hurricanes
- 1960 Marty Robbins
- 1961 Connie Francis
- 1963 The Ventures
- 1977 Slim Whitman
- 1990 Michael Martin Murphy
- 2004 Don Edwards
- 2019 Bill Frisell

Red River Valley is verder opgenomen door Roy Acuff, Arlo Guthrie, Lynn Anderson, The Andrews Sisters, Eddy Arnold, Suzy Bogguss, Johnny Bond, The McGuire Sisters, The Mills Brothers, Michael Martin Murphey, Johnnie Ray, Riders in the Sky, Tex Ritter, Roy Rogers, Pete Seeger, The Sons of the Pioneers, Billy Walker, Roger Whittaker, Cassandra Wilson en George Strait.